# Узун-Сирт

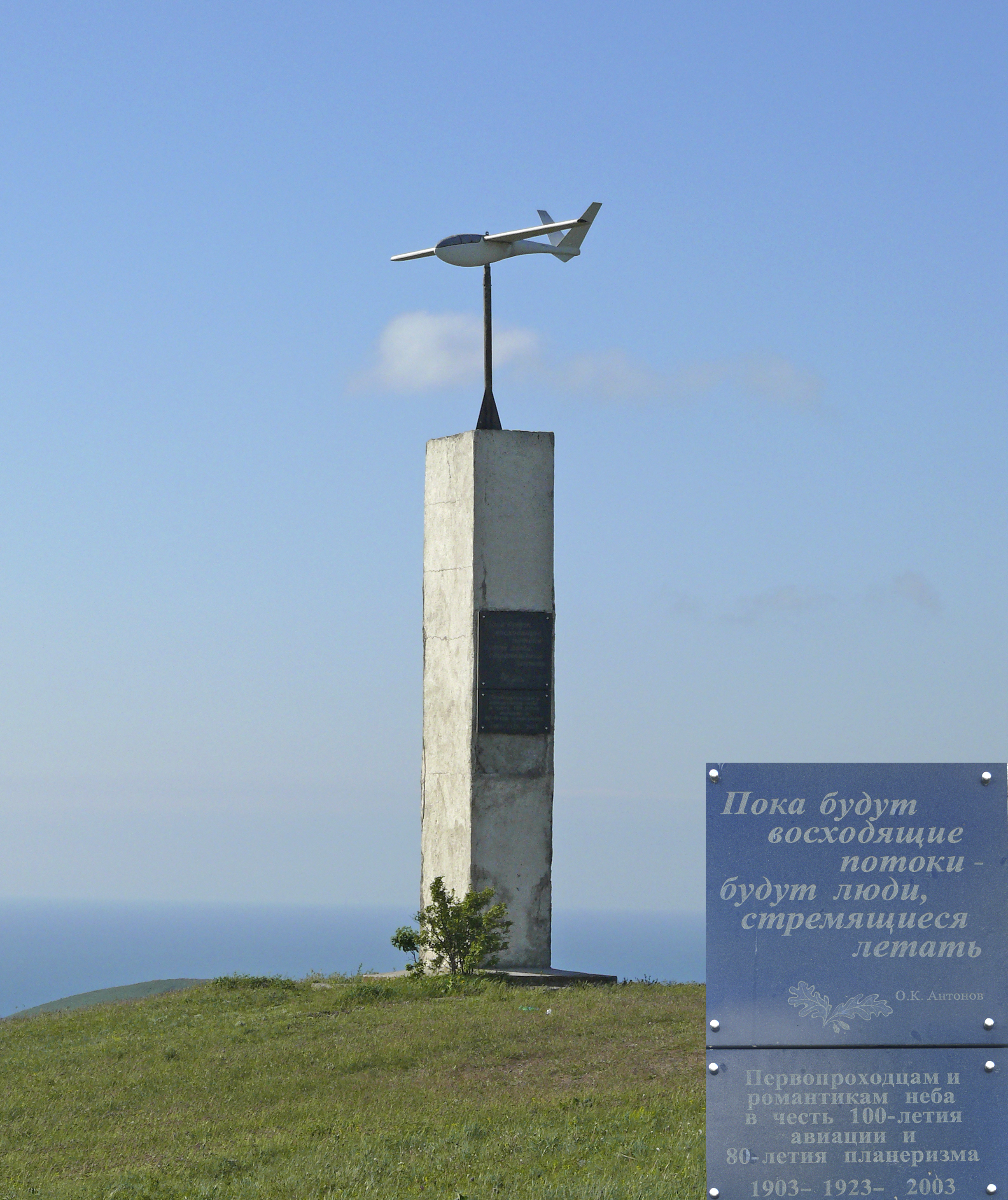
Стела з планером

Узу́н-Сирт (крим. Uzun Sırt) — гора в Криму, поблизу Коктебеля, колиска радянського планеризму.

## Опис
Була названа на пам'ять про випробувача-планериста Клементьєва, загиблого тут під час випробувань нового планера.
Сам хребет Узун-Сирт являє собою досить широке (300—600 м), з трьома явно вираженими вершинами, вигнуте плато, що обмежує з півночі круглу долину Бариколь діаметром близько 4 км, де постійно виникають висхідні повітряні потоки. На заході і південному заході гора оздоблена вулканічним масивом Кара-Даг. Довжина Узун-Сирт близько 7 км. Піднесення над долиною з півдня — 130 м, з півночі — 80 м.
З 1923 по 1977 рр.. в с. Відважне перебувала Вища льотно-планерна школа (ВЛПШ) Тут починали свій шлях майбутні генеральні конструктори О. К. Антонов, А. С. Яковлєв, С. В. Ільюшин, творець космічних кораблів академік С. П. Корольов. На вершині гори в 1973 р. встановлено пам'ятний обеліск з планером на честь 50-річчя перших планерних змагань. Планер виконує так само роль флюгера.
Днем народження радянського планеризму вважається 1 листопада 1923. Цього дня були проведені перші планерні випробування, надалі названі зльотами.

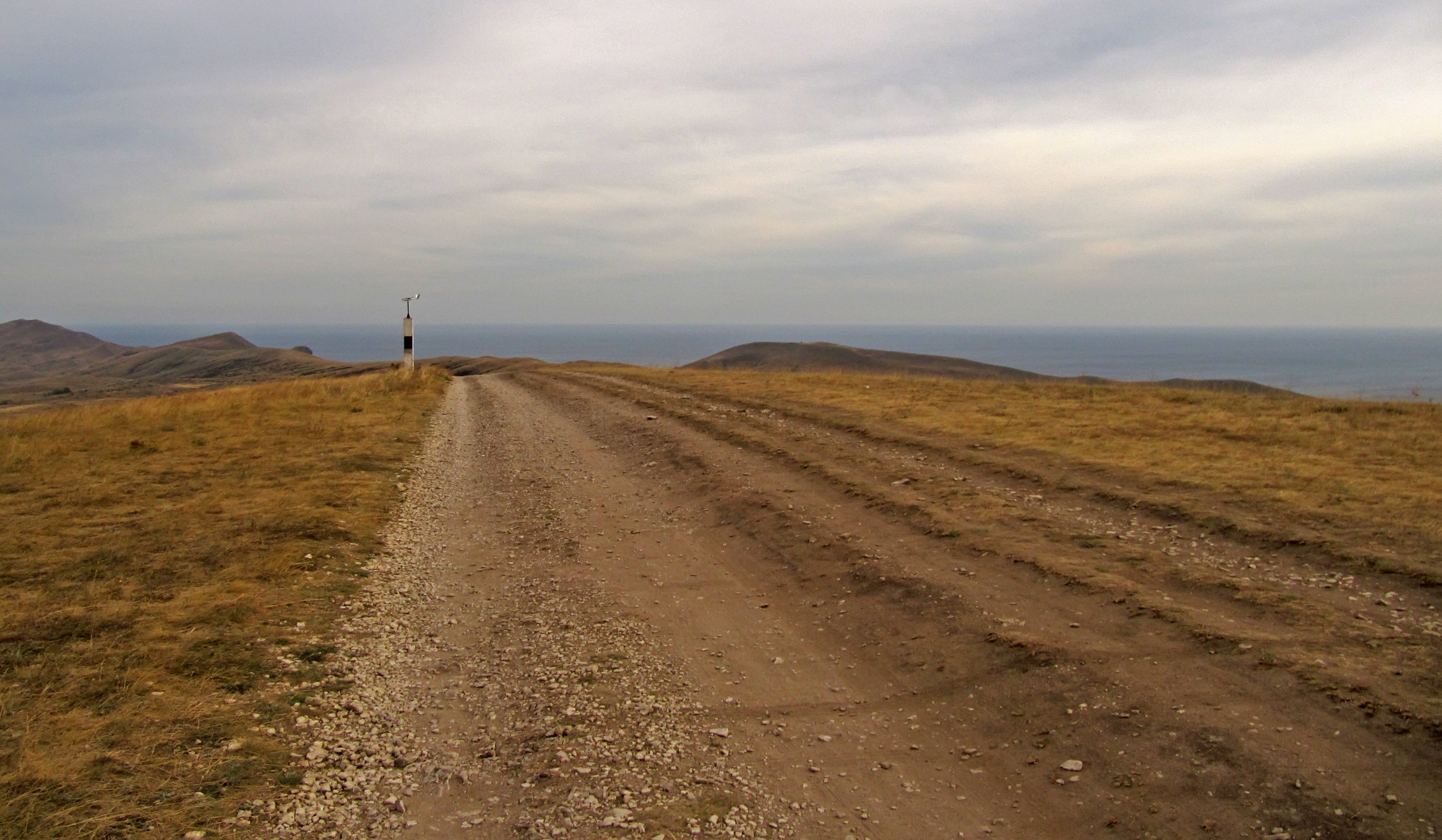
Гора Клементьева

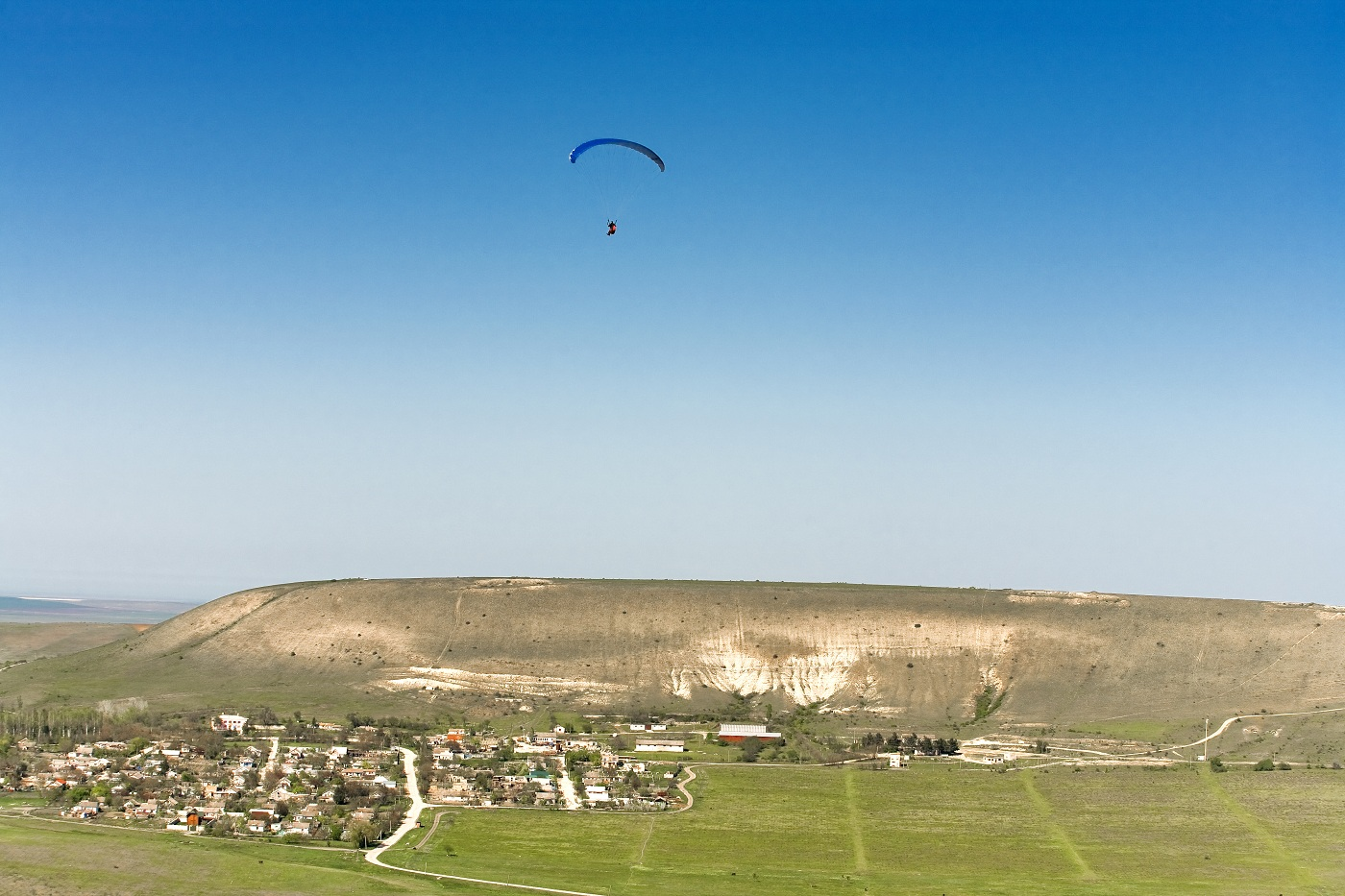
Повітроплавний комплекс «Узун-Сирт, гора Клементьєва»

Всього відбулося 11 зльотів — з 1923 по 1935 рік. Вони проходили щорічно (крім 1926 і 1931 років), зазвичай восени. Для того часу кожен зліт було подією союзного масштабу. На них встановлювалися нові рекорди безмоторних польотів, з'являлися нові імена.
Стела з планером та пам'ятною дошкою найбільш з відомих льотчиків і планеристів:
- Костянтин Арцеулов
- Василь Степанченок
- Семен Гавриш
- Сергій Анохін

Перші планеристки країни, рекордсменки:
- Маргарита Раценська
- Катерина Грунауер
- Ольга Клепікова

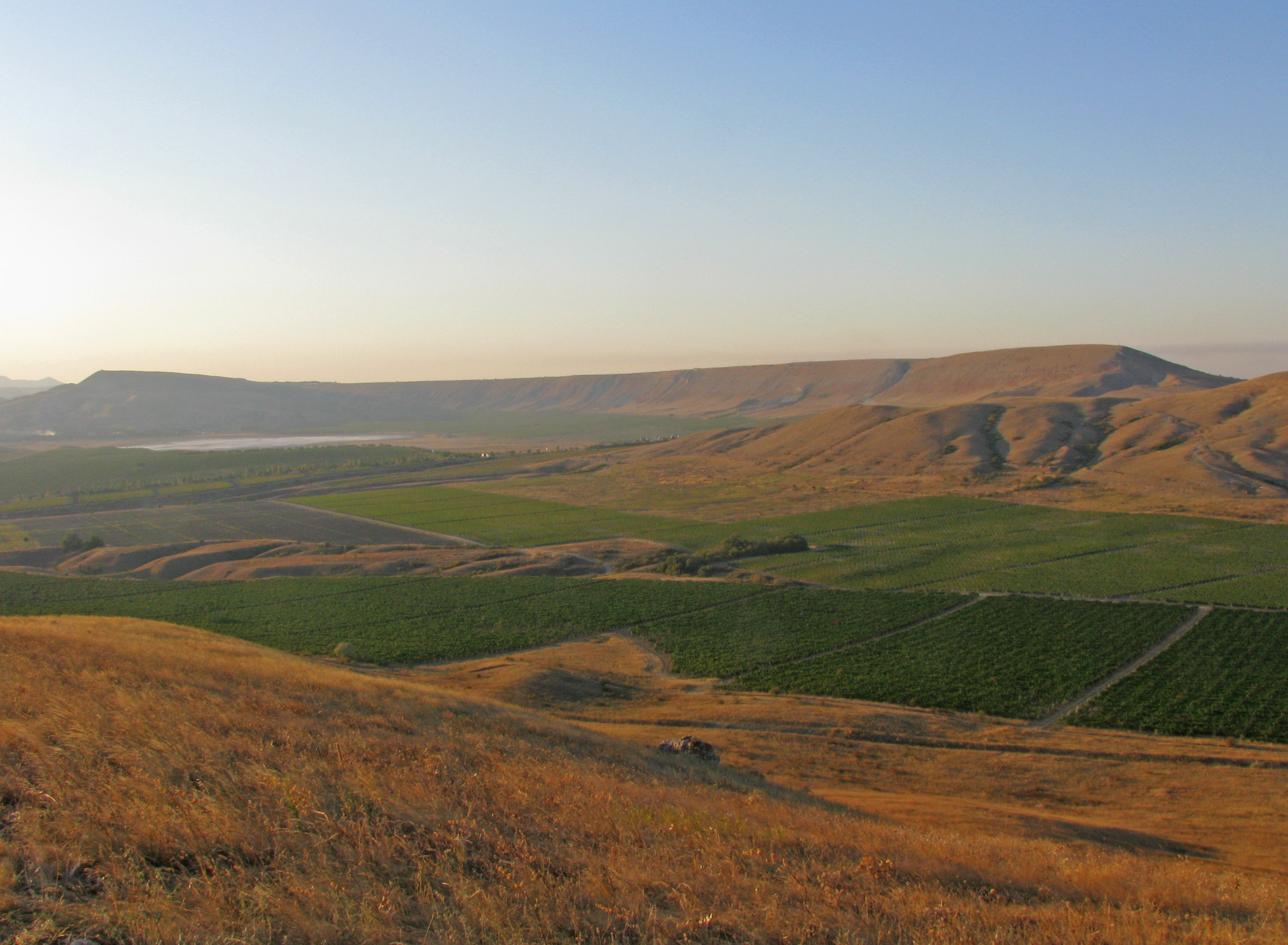
Гора Клементьева з Гори Волошина

У 1977 році на Узун-Сирті було вирішено створити Науково-дослідну планерну базу ЦАГІ. Вона працювала до 1992 року і потім була реорганізована в Центр планерного спорту «Коктебель». Славні традиції кримських планеристів продовжили планеристи Феодосійської юнацької планерного школи, створеної ентузіастом і ветераном планеризму, рекордсменом, майстром планерного спорту А. В. Федорової.
У 2009 році місцева адміністрація планувала розділ гори на дільниці і забудову, що зробило б неможливими безмоторні польоти над нею.

5 березня 2010 Верховна Рада України прийняла Постанову № 1947-VI «Про заходи щодо збереження території гори Клементьєва (Узун-Сирт) в Автономній Республіці Крим» метою якого є недопущення знищення унікального місця, аналогів якому за своїми аеродинамічним властивостями немає в Європі, і збереженню умов для подальшого розвитку дельтапланерного і парапланерного спорту.
22 вересня 2010 року Верховна Рада Автономної Республіки Крим оголосила про створення регіонального ландшафтного парку місцевого значення "Повітроплавний комплекс «Узун-Сирт, гора Клементьєва».